# Schietsport op de Olympische Zomerspelen 1996
De schietsport is een van de sporten die beoefend werden tijdens de Olympische Zomerspelen 1996 in Atlanta.

## Heren

### kleinkalibergeweer 50 m drie houdingen
| rang   | sporter          | land | score | finale | totaal |
| ------ | ---------------- | ---- | ----- | ------ | ------ |
| Goud   | Jean-Pierre Amat | FRA  | 1175  | 98.9   | 1273.9 |
| Zilver | Sergej Beljajev  | KAZ  | 1175  | 97.3   | 1272.3 |
| Brons  | Wolfram Waibel   | AUT  | 1170  | 99.6   | 1269.6 |
| 4      | Goran Maksimović | YUG  | 1173  | 95.8   | 1268.8 |
| 5      | Jozef Gönci      | SVK  | 1166  | 101.7  | 1267.7 |
| 6      | Rob Harbison     | USA  | 1170  | 97.7   | 1267.7 |
| 7      | Václav Bečvář    | CZE  | 1168  | 96.0   | 1264.0 |
| 8      | Sergej Martynov  | BLR  | 1166  | 97.9   | 1263.9 |

### kleinkalibergeweer 50 m liggend
| rang   | sporter                  | land | score | finale | totaal |
| ------ | ------------------------ | ---- | ----- | ------ | ------ |
| Goud   | Christian Klees          | GER  | 600   | 104.8  | 704.8  |
| Zilver | Sergej Beljajev          | KAZ  | 598   | 105.3  | 703.3  |
| Brons  | Jozef Gönci              | SVK  | 599   | 102.9  | 701.9  |
| 4      | Jorge González Rodríguez | ESP  | 597   | 104.7  | 701.7  |
| 5      | Milan Mach               | CZE  | 596   | 104.9  | 700.9  |
| 6      | Sergej Martynov          | BLR  | 598   | 101.6  | 699.6  |
| 7      | Lee Eun-chul             | KOR  | 596   | 103.1  | 699.1  |
| 8      | Bill Meek                | USA  | 597   | 101.9  | 698.9  |

### luchtgeweer 10 m
| rang   | sporter              | land | score | finale | totaal |
| ------ | -------------------- | ---- | ----- | ------ | ------ |
| Goud   | Artjom Chadzjibekov  | RUS  | 594   | 101.7  | 695.7  |
| Zilver | Wolfram Waibel       | AUT  | 596   | 99.2   | 695.2  |
| Brons  | Jean-Pierre Amat     | FRA  | 591   | 102.1  | 693.1  |
| 4      | Jevgeni Alejnikov    | RUS  | 591   | 101.9  | 692.9  |
| 5      | Leif Steinar Rolland | NOR  | 591   | 101.5  | 692.5  |
| 6      | Rajmond Debevec      | SLO  | 591   | 101.1  | 692.1  |
| 7      | Rob Harbison         | USA  | 594   | 97.8   | 691.8  |
| 8      | Milan Bakeš          | CZE  | 591   | 99.5   | 690.5  |

### vrij pistool 50 m
| rang   | sporter              | land | score | finale | totaal |
| ------ | -------------------- | ---- | ----- | ------ | ------ |
| Goud   | Boris Kokorev        | RUS  | 570   | 96.4   | 666.4  |
| Zilver | Igor Basinski        | BLR  | 565   | 97.0   | 662.0  |
| Brons  | Roberto Di Donna     | ITA  | 569   | 92.8   | 661.8  |
| 4      | Konstantin Loekasjik | BLR  | 564   | 96.1   | 660.1  |
| 5      | Virgilio Fait        | ITA  | 569   | 90.8   | 659.8  |
| 6      | Wang Yifu            | CHN  | 564   | 95.3   | 659.3  |
| 7      | Martin Tenk          | CZE  | 564   | 93.7   | 657.7  |
| 8      | Sergio Sánchez       | GUA  | 563   | 94.1   | 657.1  |

### luchtpistool 10 m
| rang   | sporter          | land | score | finale | totaal |
| ------ | ---------------- | ---- | ----- | ------ | ------ |
| Goud   | Roberto Di Donna | ITA  | 585   | 99.2   | 684.2  |
| Zilver | Wang Yifu        | CHN  | 587   | 97.1   | 684.1  |
| Brons  | Tanjoe Kirjakov  | BUL  | 584   | 99.8   | 683.8  |
| 4      | Sergej Pyzjanov  | RUS  | 583   | 100.5  | 683.5  |
| 5      | Jerzy Pietrzak   | POL  | 585   | 97.7   | 682.7  |
| 6      | Tan Zongliang    | CHN  | 581   | 101.0  | 682.0  |
| 7      | Igor Basinski    | BLR  | 582   | 99.8   | 681.8  |
| 8      | Friedhelm Sack   | NAM  | 583   | 97.2   | 680.2  |

### snelvuurpistool 25 m
| rang   | sporter              | land | score | finale | totaal |
| ------ | -------------------- | ---- | ----- | ------ | ------ |
| Goud   | Ralf Schumann        | GER  | 596   | 102.0  | 698.0  |
| Zilver | Emil Milev           | BUL  | 590   | 102.1  | 692.1  |
| Brons  | Vladimir Vokhmianin  | KAZ  | 589   | 102.5  | 691.5  |
| 4      | Krzysztof Kucharczyk | POL  | 589   | 101.5  | 690.5  |
| 5      | Meng Gang            | CHN  | 587   | 100.1  | 687.1  |
| 6      | Ghenadie Lisoconi    | MDA  | 586   | 101.0  | 687.0  |
| 7      | Lajos Pálinkás       | HUN  | 586   | 99.9   | 685.9  |
| 8      | Daniel Leonhard      | GER  | 586   | 97.6   | 683.6  |

### lopend schijf 10 m
| rang   | sporter          | land | score | finale | totaal |
| ------ | ---------------- | ---- | ----- | ------ | ------ |
| Goud   | Yang Ling        | CHN  | 585   | 100.8  | 685.8  |
| Zilver | Xiao Jun         | CHN  | 577   | 102.8  | 679.8  |
| Brons  | Miroslav Januš   | CZE  | 580   | 98.4   | 678.4  |
| 4      | József Sike      | HUN  | 579   | 98.1   | 677.1  |
| 5      | Dmitri Lykin     | RUS  | 581   | 95.7   | 676.7  |
| 6      | Krister Holmberg | FIN  | 578   | 94.4   | 672.4  |
| 7      | Jens Zimmermann  | GER  | 574   | 98.2   | 672.2  |
| 8      | Attila Solti     | GUA  | 570   | 97.0   | 667.0  |

### trap
| rang   | sporter         | land | score | finale | totaal |
| ------ | --------------- | ---- | ----- | ------ | ------ |
| Goud   | Michael Diamond | AUS  | 124   | 25     | 149    |
| Zilver | Joshua Lakatos  | USA  | 123   | 24     | 147    |
| Brons  | Lance Bade      | USA  | 123   | 24     | 147    |
| 4      | John Maxwell    | AUS  | 123   | 23     | 146    |
| 5      | Zhang Bing      | CHN  | 122   | 24     | 146    |
| 6      | Vladimír Slamka | SVK  | 122   | 23     | 145    |
| 7      | Manuel Vieira   | POR  |       |        | 122    |
| 8      | George Leary    | CAN  |       |        | 121    |

### dubbeltrap
| rang   | sporter        | land | score | finale | totaal |
| ------ | -------------- | ---- | ----- | ------ | ------ |
| Goud   | Russell Mark   | AUS  | 141   | 48     | 189    |
| Zilver | Albano Pera    | ITA  | 139   | 44     | 183    |
| Brons  | Zhang Bing     | CHN  | 140   | 43     | 183    |
| 4      | Park Chul-sung | KOR  | 138   | 45     | 183    |
| 5      | Richard Faulds | GBR  | 139   | 41     | 180    |
| 6      | Huang I-Chien  | TPE  | 141   | 37     | 178    |
| 7      | Li Bo          | CHN  |       |        | 138    |
| 8      | David Alcoriza | USA  |       |        | 138    |

### skeet
| rang   | sporter                 | land | score | finale | totaal |
| ------ | ----------------------- | ---- | ----- | ------ | ------ |
| Goud   | Ennio Falco             | ITA  | 125   | 24     | 149    |
| Zilver | Mirosław Rzepkowski     | POL  | 123   | 25     | 148    |
| Brons  | Andrea Benelli          | ITA  | 123   | 24     | 147    |
| 4      | Ole Riber Rasmussen     | DEN  | 122   | 25     | 147    |
| 5      | Nikolai Tjoply          | RUS  | 122   | 24     | 146    |
| 6      | Boriss Timofejevs       | LAT  | 122   | 23     | 145    |
| 7      | Andrei Inešin           | EST  |       |        | 121    |
| 8      | Juan Rodríguez Martínez | CUB  |       |        | 121    |

## Dames

### kleinkalibergeweer 50 m drie houdingen
| rang   | sporter            | land | score | finale | totaal |
| ------ | ------------------ | ---- | ----- | ------ | ------ |
| Goud   | Aleksandra Ivošev  | YUG  | 587   | 99.1   | 686.1  |
| Zilver | Irina Gerasimenok  | RUS  | 585   | 95.1   | 680.1  |
| Brons  | Renata Mauer       | POL  | 589   | 90.8   | 679.8  |
| 4      | Kirsten Obel       | GER  | 584   | 95.2   | 679.2  |
| 5      | Nonka Matova       | BUL  | 584   | 94.8   | 678.8  |
| 6      | Kong Hyun-ah       | KOR  | 583   | 92.8   | 675.8  |
| 7      | Elizabeth Bourland | USA  | 583   | 91.0   | 674.0  |
| 8      | Tatjana Nesterova  | UKR  | 581   | 92.3   | 673.3  |

### luchtgeweer 10 m
| rang   | sporter           | land | score | finale | totaal |
| ------ | ----------------- | ---- | ----- | ------ | ------ |
| Goud   | Renata Mauer      | POL  | 395   | 102.6  | 497.6  |
| Zilver | Petra Horneber    | GER  | 397   | 100.4  | 497.4  |
| Brons  | Aleksandra Ivošev | YUG  | 395   | 102.2  | 497.2  |
| 4      | Valérie Bellenoue | FRA  | 395   | 101.6  | 496.6  |
| 5      | Olga Pogrebnjak   | BLR  | 394   | 102.4  | 496.4  |
| 6      | Marta Nedvédová   | CZE  | 395   | 100.1  | 495.1  |
| 7      | Éva Joó           | HUN  | 393   | 101.5  | 494.5  |
| 8      | Lesja Leskiv      | UKR  | 394   | 100.2  | 494.2  |

### sportpistool 25 m
| rang   | sporter           | land | score | finale | totaal |
| ------ | ----------------- | ---- | ----- | ------ | ------ |
| Goud   | Li Duihong        | CHN  | 589   | 98.9   | 687.9  |
| Zilver | Diana Jorgova     | BUL  | 585   | 99.8   | 684.8  |
| Brons  | Marina Logvinenko | RUS  | 583   | 101.2  | 684.2  |
| 4      | Boo Soon-hee      | KOR  | 583   | 100.9  | 683.9  |
| 5      | Otryad Gundegmaa  | MGL  | 580   | 101.3  | 681.3  |
| 6      | Jasna Šekarić     | YUG  | 580   | 100.4  | 680.4  |
| 7      | Nino Saloekvadze  | GEO  | 586   | 91.6   | 677.6  |
| 8      | Julita Macur      | POL  | 580   | 97.4   | 677.4  |

### luchtpistool 10 m
| rang   | sporter           | land | score | finale | totaal |
| ------ | ----------------- | ---- | ----- | ------ | ------ |
| Goud   | Olga Klotsjneva   | RUS  | 389   | 101.1  | 490.1  |
| Zilver | Marina Logvinenko | RUS  | 390   | 98.5   | 488.5  |
| Brons  | Maria Grozdeva    | BUL  | 389   | 99.5   | 488.5  |
| 4      | Jasna Šekarić     | YUG  | 384   | 103.1  | 487.1  |
| 5      | Nino Saloekvadze  | GEO  | 385   | 99.0   | 484.0  |
| 6      | Galina Beljajeva  | KAZ  | 384   | 97.7   | 481.7  |
| 7      | Joelija Bondareva | KAZ  | 383   | 96.3   | 479.3  |
| 8      | Lolita Miltsjina  | BLR  | 382   | 97.1   | 479.1  |

### dubbeltrap
| rang   | sporter                | land | score | finale | totaal |
| ------ | ---------------------- | ---- | ----- | ------ | ------ |
| Goud   | Kim Rhode              | USA  | 108   | 33     | 141    |
| Zilver | Susanne Kiermayer      | GER  | 105   | 34     | 139    |
| Brons  | Deserie Huddleston     | AUS  | 103   | 36     | 139    |
| 4      | Terry DeWitt           | USA  | 105   | 32     | 137    |
| 5      | Riitta-Mari Murtoniemi | FIN  | 107   | 26     | 133    |
| 6      | Yoshiko Kira           | JPN  | 105   | 27     | 132    |
| 7      | Annmaree Roberts       | AUS  |       |        | 103    |
| 8      | Gao E                  | CHN  |       |        | 103    |

## Medaillespiegel
| rang   | land             | goud | zilver | brons | totaal |
| ------ | ---------------- | ---- | ------ | ----- | ------ |
| 1      | Rusland          | 3    | 2      | 1     | 6      |
| 2      | China            | 2    | 2      | 1     | 5      |
| 3      | Duitsland        | 2    | 2      | 0     | 4      |
| 4      | Italië           | 2    | 1      | 2     | 5      |
| 5      | Australië        | 2    | 0      | 1     | 3      |
| 6      | Polen            | 1    | 1      | 1     | 3      |
| 6      | Verenigde Staten | 1    | 1      | 1     | 3      |
| 8      | Frankrijk        | 1    | 0      | 1     | 2      |
| 8      | Joegoslavië      | 1    | 0      | 1     | 2      |
| 10     | Bulgarije        | 0    | 2      | 2     | 4      |
| 11     | Kazachstan       | 0    | 2      | 1     | 3      |
| 12     | Oostenrijk       | 0    | 1      | 1     | 2      |
| 13     | Wit-Rusland      | 0    | 1      | 0     | 1      |
| 14     | Slowakije        | 0    | 0      | 1     | 1      |
| 14     | Tsjechië         | 0    | 0      | 1     | 1      |
| totaal | totaal           | 15   | 15     | 15    | 45     |